# Górki (rejon żółkiewski)
Górki (ukr. Гірки, Hirky) – wieś na Ukrainie, w obwodzie lwowskim, w rejonie lwowskim (wcześniej w rejonie żółkiewskim). W 2001 roku liczyła 119 mieszkańców.